# P505i
mova P505i（ムーバ・ピー ごー まる ご アイ）は、パナソニック モバイルコミュニケーションズが開発した、NTTドコモの第二世代携帯電話 (mova) 端末製品。

## 概要
505iシリーズとしてD505i、SO505i 、SH505i、N505i、F505iに次ぎ、6番目に発売された。外部メモリーは外部メモリーはminiSD（64MBまで：ドコモ発表。）対応。
P504i譲りの19.9mmの厚みが特徴である。
カメラ性能は、CCD31万画素を外側と内側の2個搭載している。
iアプリは「i絵文字メール」、「遊んで!いぬともP」、「P-Face 2.0」、「くるくるフォトフィール」、「パロディウスだ!」、「IrRemoteControlA」がプリインストールされている。
505iシリーズ共通の特徴として、Flashの対応、ブラウザの1ページあたりのサイズの拡大、iアプリも強化され、iアプリDXにも対応するようになった。
電池容量は680mAh。

## 阪神タイガース優勝バージョン
2003年に阪神タイガースが18年ぶりにセントラル・リーグ優勝を果たしたのを受けて、阪神タイガース優勝バージョンのP505i（P505iHT）が発売された。外装には縦じまや阪神優勝ロゴがあしらわれており、待ち受け画像も星野仙一監督（当時）や阪神優勝ロゴなどが挿入されている。また、着メロも「六甲おろし」が登場するなど3曲が差し替えられており、iメロディも阪神選手のヒッティング・マーチとなるようになっている。
なお、この年のパシフィック・リーグの覇者が福岡ダイエーホークス(現：福岡ソフトバンクホークス)となったことを受けてか、エヌ・ティ・ティ・ドコモ九州のエリアでは発売されなかった。

## 歴史
- 2003年4月8日: D505i・N505i・P505i・SO505i・SH505i とともに mova505i シリーズの開発を発表。
- 2003年4月21日: 電気通信端末機器審査協会 (JATE) による審査を通過（認定番号:   ）。
- 2003年6月3日: 技術基準適合証明 (TELEC) による審査を通過（証明記号:   ）。
- 2003年8月8日: P505i 発売。
- 2003年10月4日:P505i 阪神タイガース優勝バージョン 発売。
- 2012年3月31日: movaサービス終了により使用はこの日限りとなる。